# Макису
Макису (јап. 巻き簾) врста је подметача сатканог од дрвета бамбуса и памучног канапа, а коришћеног у јапанској кухињи за припрему хране.

## Опште одлике
Најчешћа употреба овог кухињског прибора јесте у сврхе прављења посебног ролованог сушија названог макизуши (巻き寿司), али налази употребу и у обликовању друге меке хране као што је омлет. На њима се може припремати и било шта друго где је потребно исцедити вишак течности из намирница. Роловани суши захтева ролање. Користећи само руке, постижу се незадовољавајући резултати, чак и након мукотрпног рада. Уз макису као посредник између руку и намирница, кувар једнако притиска сваки део сушија и боље га обликује. У другом случају, применом притиска се из хране извлачи вишак течности.
Уобичајене димензије макисуа су 25cm x 25cm, иако није обавезно тако. Постоје две врсте овог подметача — једна са дебелим бамбусовим даскама, а друга са танким. Дебела варијанта је вишенаменска и представља јапанску даску за сечење, док се тања прави посебно за макизуши. Друга се даље дели према разним критеријумима, често професионалне природе.

## Дезинфекција
По употреби, макису треба подробно осушити природним путем (дакле, на спољњем ваздуху, не феном или на сличнан начин). Тако се спречава раст и развој бактерија и гљива, које би могле затровати храну и макису учинити неопотребљивим.
Савремена препорука за лакше чишћење након употребе јесте да се за време коришћења овај подметач прекрије пластичном фолијом. Мада то у неку руку мења припрему макизушија, једини је начин за прављење урамакија (裏巻), сушија који се посипа пиринчем. У крајњој линији, макису је јефтин, па се лако може бацити уколико дође до оштећења или сличног.
Облик макисуа је карактеристичан за ручно прављене подметаче од дрвета и канапа. Стога личи на асуру, простирку која се прави шивењем и плетењем листова или стабљике осушеног барског рогоза. Принцип производње и материјал су слични.